# Dag van nationale rouw

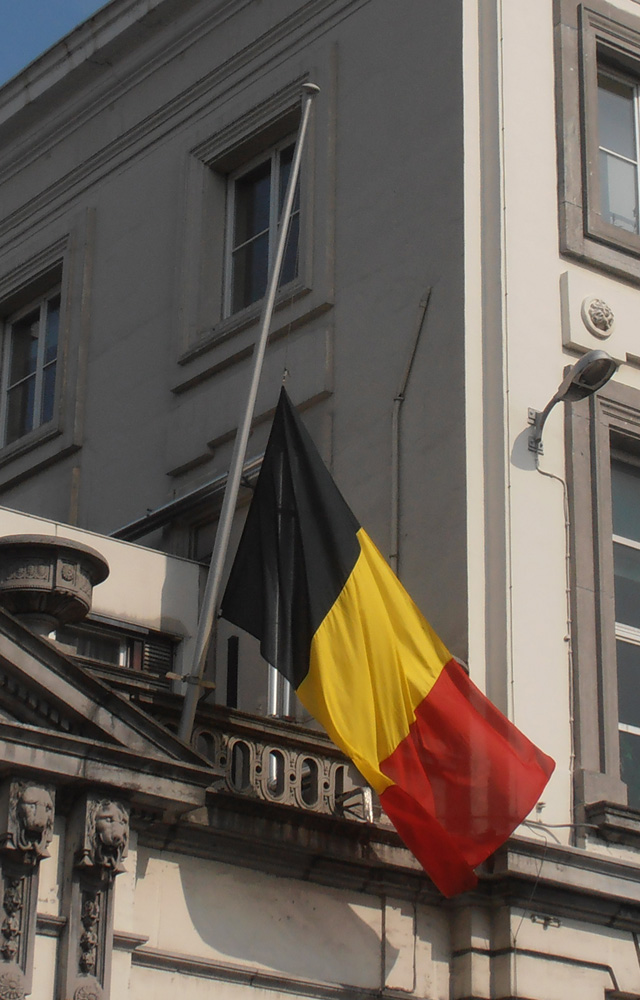
Vlaggen hangen halfstok aan officiële gebouwen als symbool van nationale rouw

Een dag (of meerdere dagen) van nationale rouw of nationale rouwdag (of rouwdagen) is een veelal door de regering van een land afgekondigde dag waarop een groot gedeelte van de bevolking de gelegenheid krijgt rouw te betonen en aan herdenkingsactiviteiten deel te nemen. Zulke dagen markeren de dood of begrafenis van een of meer bekende personen die uit dat land afkomstig zijn, of betreffen een ramp in dat land of een ramp met mensen uit dat land, of het gaat om een herdenkingsjaardag van een dergelijke gebeurtenis. Afhankelijk van de cultuur en het land waar deze rouwdag gehouden wordt, vinden er activiteiten plaats. In sommige landen wordt er op zo'n dag een minuut stilte gehouden. Soms kan zo'n dag of dagen uitgebreid worden tot een week, weken of langer. De bekendste vorm hiervan is de novemdiales. Dit is een periode van negen dagen van nationale rouw die in Rome worden afgekondigd zodra de Paus is overleden. Tijdens deze periode wordt elke avond een mis opgedragen in de Sint-Pietersbasiliek voor de zielenrust en nagedachtenis van de overleden Paus..